# Will Hunt
Will Hunt (født 5. september 1971) er trommeslager og spiller i genrerne rock og metal. Hunt var med som trommeslager på Tommy Lee's "Never a Dull Moment" tour, og var også medlem af bandet Skrape indtil år 2004, hvor han så skiftede til Dark New Day på fuldtid. I maj 2007 fik Hunt Rocky Grays plads i bandet Evanescence efter Gray forlo bandet. 